# Salgaocar Sports Club
Der Salgaocar Sports Club, später auch Salgaocar Football Club genannt, ist ein indischer Fußballverein aus Vasco im Bundesstaat Goa. Der Verein spielt in der Goa Professional League und trägt seine Heimspiele im Fatorda-Stadion in Margao aus.

## Geschichte

Gründungslogo

Der Club wurde 1956 von Vasudev Salgaocar gegründet und wird durch das Unternehmen V.M. Salgaocar Group of Companies gesponsert.
Im Jahr 1962 nahm die Mannschaft erstmalig am Durand Cup in Neu-Delhi teil.
In der Saison 1998/99 gewann man, als 1. Mannschaft aus dem Bundesstaat Goa, die National Football League, damals die höchste Spielklasse in Indien.
In der I-League-Saison 2010/11 gewann der Club erneut den Titel und qualifizierte sich damit für die Qualifikationsrunde der Asian Champions League 2012. Im selben Jahr konnte mit dem Sieg im Federation Cup (Indien), dank eines 3:1 im Finale gegen den East Bengal FC, das Double geholt werden.

## Bekannte Spieler und Trainer
- Bikash Jairu
- Ojimi Gabriel Obatola
- Fortunato Franco
- Syed Shahid Hakim
- Quinton Jacobs
- Gurjinder Kumar
- Manjit Singh
- Francis Fernandes
- Chinta Chandrashekar Rao
- Subrata Pal
- Sean Rooney
- Ryūji Sueoka
- Climax Lawrence
- Subhash Singh
- Ángel Guirado

## Erfolge
- National Football League / I-League

2 × Meister: 1999, 2011
- I-League 2nd Division

1 × Meister: 2009
- Federation-Cup

4 × Cupsieger: 1988, 1989, 1997, 2011
7 × Finalist: 1987, 1988, 1989, 1990, 1994, 1997, 2011
- Durand Cup

3 × Cupsieger: 1999, 2003, 2014
3 × Finalist: 1999, 2003, 2014
- Rovers Cup

3 × Cupsieger: 1989, 1996, 1999
4 × Finalist: 1985, 1989, 1996, 1999
- Bandodkar Trophy

3 × Pokalsieger: 1981, 1988, 1992
8 × Finalist: 1970, 1979, 1981, 1982, 1984, 1988, 1990, 1992
- Goa Football League

22 × Meister: 1961, 1963, 1964, 1966, 1975, 1978, 1982, 1983, 1985, 1986, 1989, 1991, 1993, 1995, 1998, 2002, 2003, 2004, 2011, 2013, 2015, 2017